# Herbertia lahue
Herbertia lahue là một loài thực vật có hoa trong họ Diên vĩ. Loài này được (Molina) Goldblatt miêu tả khoa học đầu tiên năm 1977 publ. 1978.